# Psammoecus vittifer
Psammoecus vittifer is een keversoort uit de familie spitshalskevers (Silvanidae). De wetenschappelijke naam van de soort werd in 1903 gepubliceerd door Thomas Blackburn.

## Synoniemen
- Psammoecus concolor Grouvelle, 1919